# Фелікс Штайнер
Фелікс Штайнер (нім. Felix Steiner; нар. 23 травня 1896, Шталупенен, Східна Пруссія — пом. 12 травня 1966, Мюнхен) — німецький воєначальник, СС-обергрупенфюрер та генерал Ваффен-СС часів Третього Рейху (1943). Один зі 160 кавалерів Лицарського хреста з Дубовим листям та мечами (1944).

## Біографія
В березні 1914 року вступив у сухопутні війська. Учасник Першої світової війни, служив в ударних (штурмових частина) на Східному і Західному фронтах. Після війни був членом фрайкору. З 1920 року служив у рейхсвері, командир роти. З жовтня 1929 року — ад'ютант 1-го піхотного полку. 1 січня 1933 року вступив у НСДАП (партійний квиток №4 264 195) і СА. В грудні 1933 року вийшов у відставку і поступив в Прусську земельну поліцію. До 1935 року керував службою підготовки СА. 24 травня 1935 року вступив у СС (посвідчення №253 351), командир 3-го штурмбану 1-го штандарту СС. Один із керівників створення військ СС, найближчий помічник Пауля Гауссера. Разом з бароном Кассіусом фон Монтіньї розробив систему підготовки особового складу військ СС за зразком штурмових частин німецької армії. З 1 червня 1936 року — командир штандарту СС «Дойчланд».
Учасник окупації Судетської області, Польської і Французької кампаній. Відзначився у боях під Дюнкерком. З 1 грудня 1940 року керував формуванням добровольчої моторизованої дивізії СС «Германія» (формування завершили в квітні 1941 року) в ранзі командира дивізії. Учасник німецько-радянської війни, успішно діяв під Ростовом і Туапсе. Дивізія Штайнера першою вийшла до Майкопських нафтових родовищ на Кавказі. З 21 листопада 1942 по 2 січня 1943 року — одночасно командував корпусною групою військ СС.
З 30 березня 1943 року — командир 3-го танкового корпусу СС. В січні 1944 року дії корпусу Штайнера врятували від знищення 18-ту армію під Ленінградом. Корпус зазнав великих втрат в боях під Нарвою. 5 лютого 1945 року Генріх Гіммлер призначив Штайнера командувачем 11-ї армії. Чисельність армії була невелика, а Штайнер не проявив талантів керівника великими з'єднаннями, тому 5 березня він був знятий з поста. 25 березня сформував армійську групу «Штайнер». 22 квітня Адольф Гітлер наказав Штайнеру об'єднати під своїм командуванням всі наявні сили і нанести контрудар по радянських військах  в районі південного передмістя Берліна. Штайнер проігнорував самовбивчий наказ і вивів свої війська на Захід, де 3 травня здався британським військам. 27 квітня 1948 року звільнений. Помер уві сні від зупинки серця.

## Нагороди
- Залізний хрест 2-го і 1-го класу
- Нагрудний знак «За поранення» в чорному
- Почесний хрест ветерана війни з мечами
- Почесний кут старих бійців
- Йольський свічник (16 грудня 1935)
- Почесна шпага рейхсфюрера СС (1 грудня 1936)
- Кільце «Мертва голова» (1 грудня 1937)
- Медаль «У пам'ять 13 березня 1938 року»
- Медаль «У пам'ять 1 жовтня 1938» із застібкою «Празький град»
- Медаль «За вислугу років у Вермахті» 4-го класу (4 роки)
- Застібка до Залізного хреста
  - 2-го класу (17 вересня 1939)
  - 1-го класу (26 вересня 1939)
- Німецький хрест в золоті (22 квітня 1942)
- Лицарський хрест Залізного хреста з дубовим листям і мечами
  - лицарський хрест (15 серпня 1940)
  - дубове листя (№159; 23 грудня 1942)
  - мечі (№86; 10 серпня 1944)
- Орден Хреста Свободи 1-го класу (Фінляндія)
  - з дубовим листям і мечами (16 червня 1942)
  - із зіркою, дубовим листям і мечами (6 липня 1943)
- Медаль «За зимову кампанію на Сході 1941/42»
- Відзначений у Вермахтберіхт (1 серпня 1944)
- Медаль «За вислугу років у СС» 4-го і 3-го ступеня (8 років)

Військова кар'єра
- березень 1914 — фанен-юнкер
- 27 січня 1915 — лейтенант
- 10 жовтня 1918 — обер-лейтенант
- 1 грудня 1927 — гауптман
- 1932 — майор

- 1 червня 1936 — СС-штандартенфюрер
- 1 серпня 1939 — СС-оберфюрер
- 9 листопада 1940 — СС-бригадефюрер та генерал-майор Ваффен-СС
- 1 січня 1942 — СС-групенфюрер та генерал-лейтенант Ваффен-СС
- 1 липня 1943 — СС-обергрупенфюрер та генерал Ваффен-СС